# Pianodardine
Pianodardine è una frazione di Avellino, identificata come la zona industriale della città.

## Descrizione
È situata nella periferia nord-est della città e si sviluppa sull'omonima via Pianodardine, che parte da via Francesco Tedesco e, passando per la stazione di Avellino, conduce ad Arcella, frazione del comune di Montefredane. Confina a nord con il comune di Montefredane, a ovest con Picarelli, a sud con il comune di Atripalda e a est con il comune di Manocalzati.
Fa parte della II Circoscrizione di Avellino, insieme al Rione Ferrovia e a Picarelli.
Quasi tutto il territorio di Pianodardine è occupato da fabbriche, tra cui la Sciuker Frames,  la Denso (ex Magneti Marelli), la Aurubis (ex MetalRame), la CoFren (Ex Frendo Sud ed ex Rutgers), l'Irpinia Calcestruzzi, la De Vizia, la 3 B office srl e numerosi depositi e capannoni.
La zona industriale si estende anche nei contigui comuni di Pratola Serra e Montefredane, dove hanno sede la FCA e la Novolegno.
La zona industriale di Avellino è raggiungibile dal casello "Avellino Est" della autostrada A16 Napoli-Bari, dell'uscita "Zona Industriale Est" della SS7 Bis e della tangenziale Bonatti, che collega lo stadio di Avellino con la zona industriale e con l'autostrada.